# Juan Sepúlveda Sanchis
Juan Sepúlveda Sanchis (Valencia, 1982) es un escritor e ingeniero español. Es el autor del primer cómic sobre la presecución sufrida por el colectivo LGBT durante el gobierno del dictador Francisco Franco.

## Carrera
Sepúlveda Sanchis pasó su infancia y adolescencia leyendo cómics españoles y franceses, que más adelante le llevarían a crear sus propias historias.
En 2010 publicó en Canadá The Six Faces of Dice (Las Seis Caras de Un Dado), una serie de historias de suspense con el azar como nexo común. En 2013, publicó las historias en forma de libro, Las seis caras de un dado: la importancia del azar, compuesto por seis cuentos de intriga.
En 2016 creó una editorial de cómics propia en Canadá, con la que trabajó hasta 2017. En ese año escribió la novela gráfica El Violeta, el primer cómic que narra la persecución del colectivo LGBT durante el franquismo.>
En 2018 comenzó a publicar una serie de libros que narran sus experiencias como viajero, con el título Diario de un español por el mundo.
En su trabajo como ingeniero, Sepúlveda ganó en 2017 el Emmy Award en la categoría “Contextual Voice Navigation for Discovering and Interacting with TV Content”, como parte del equipo de ingenieros de Dragon TV.

## Obra literaria

### Narrativa
- Las seis caras de un dado (2013, Ediciones Seleer) ISBN 978-84-940961-1-2

### Historietística
| Años | Título              | Serie             | Tipo           | Publicación          |
| ---- | ------------------- | ----------------- | -------------- | -------------------- |
| 2010 | Bitter Surprises    | Six faces of dice | Historia corta | StudioComix Press    |
| 2011 | Joel                | Six faces of dice | Historia corta | StudioComix Press    |
| 2011 | Ganda's Game        | Six faces of dice | Historia corta | StudioComix Press    |
| 2012 | The lit on          | Six faces of dice | Historia corta | StudioComix Press    |
| 2013 | Summer cinema       | Six faces of dice | Historia corta | StudioComix Press    |
| 2013 | Cartagena's line 72 | Six faces of dice | Historia corta | StudioComix Press    |
| 2018 | El violeta          |                   | Novela gráfica | Drakul Editorial     |
| 2021 | Juan Latino         |                   | Biografía      | Cascaborra Ediciones |